# IBM 5151

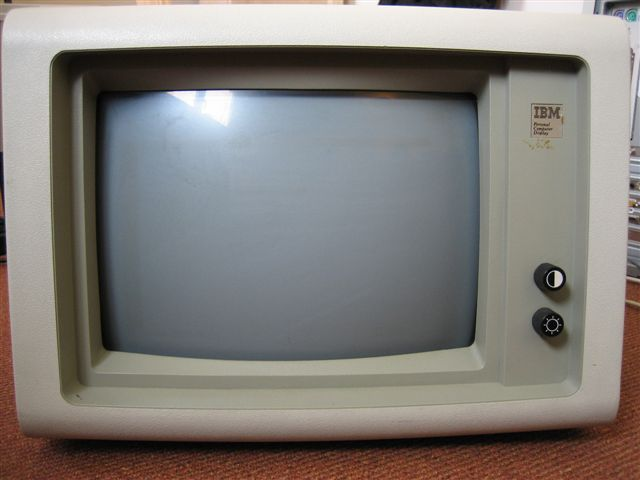
El IBM 5151 Monochrome Monitor.

L'IBM 5151 és un monitor monocrom, subministrat amb l'IBM PC original.

## Característiques
Produïa solament imatges en el color verd perquè utilitzava fòsfor P1. Va ser projectat per a connectar-se a un adaptador de pantalla monocromàtica d'IBM (MDA) el qual no posseïa cap mode gràfic, i només donava suport al mode text de 25×80 caràcters. La targeta gràfica Hercules projectada per a ús amb aquell monitor, permetia l'ús d'alta resolució gràfica monocromàtica (720×348 punts), molt superior al de la targeta gràfica CGA produïda per IBM, la qual encara que permetés l'ús de colors, aconseguia una resolució màxima de 640×200 punts. Com els caràcters en un monitor monocromàtic eren particularment nítides, algunes persones van continuar a usar monitors 5151 en mode text, encara després d'adquirir una placa CGA o EGA.

## Especificacions
| Tipus            | Digital, TTL                       |
| Resolució        | 720h × 350v                        |
| Dimensions       | 280mm (A) x 380mm (L) x 350 mm (P) |
| Pes              | 7,9kg                              |
| Sortida de calor | 325 BTU/Hr                         |
| H-freq           | 18,432 kHz                         |
| V-freq           | 50 Hz                              |